# 俱石子
俱石子（4世纪—386年），中国十六国时前秦政治人物，金城郡人，后将军俱难之弟。

## 人物生平
俱石子初为苻坚右将军，淝水之战后，鲜卑慕容冲等起兵叛变，385年，俱石子、左将军苟池与西燕国主慕容冲在骊山交战，战败。西燕将军慕容永斩杀了苟池，俱石子逃奔邺城投奔苻丕。苻坚死后，苻丕即位为皇帝，以其为卫大将军。386年，西燕慕容永派使者到苻丕那里请求借道东返，苻丕不同意，与慕容永在襄陵交战，前秦的军队大败，左丞相王永、卫大将军俱石子全都战死。401年，俱石子的儿子将军俱傫、沮渠男成的弟弟沮渠富占统率着五百户居民向南凉河西王秃发利鹿孤投降。